# Bukowina (Gorce)
Bukowina (1010 m) – szczyt w masywie Lubania w Paśmie Lubania w Gorcach. Znajduje się w południowo-wschodnim grzbiecie Lubania, a dokładniej jego wschodniego wierzchołka – Średniego Gronia, który opada do Krościenka nad Dunajcem. W grzbiecie tym znajduje się poniżej Jaworzyny Ligasowkiej.
Bukowina to niewybitny wierzchołek porośnięty lasem. Tuż pod szczytem, na jej południowo-zachodnim stoku zarastająca polana Wyżnia Zięciówka, poniżej niej wypływa potok Wąskie. Stoki północno-wschodnie tworzą grzbiet oddzielający doliny potoków Ciemny i Stachowski.
Przez Bukowinę przebiega granica między miejscowościami Grywałd i Tylmanowa w powiecie nowotarskim.

## Szlaki turystyczne
Główny Szlak Beskidzki, odcinek: Krościenko nad Dunajcem – Kopia Góra – Marszałek – Jaworzyna Ligasowska – Wierch Lubania – Lubań. Odległość 9,5 km, suma podejść 820 m, suma zejść 50 m, czas przejścia: 3 godz. 45 min, z powrotem 2 godz. 30 min.